# Džurčeni
Džurčeni (mandžursko: ᠵᡠᡧᡝᠨ, Möllendorff: Jušen, mandžurska izgovorjava: [dʒuʃən], kitajsko: 女真; pinjin: Nǚzhēn; kitajska izgovorjava: [nỳ.ʈʂə́n]) je naziv, ki se uporablja za skupni opis številnih vzhodnoazijskih tunguško govorečih ljudstev,  ki so do 18. stoletja živela v Mandžuriji, pokrajini na severovzhodu Kitajske. Džurčene je leta 1635 Hong Tajdži preimenoval v Mandžure. Različne skupine Džurčenov so živele kot lovci-nabiralci, polnomadski pastirji ali stalno naseljeni poljedelci. Na splošno so bili brez  osrednje oblasti in imeli malo medsebojnih stikov. Bili so pod vplivom sosednjih dinastij, njihovi poglavarji pa so plačevali davek in zasedali dedne položaje poveljnikov mejnih straž.
Hanski uradniki iz dinastije Ming (1368–1644) so Džurčene  razvrščali v tri skupine, kar kaže na relativno dobre stike z njimi: 
- Džjandžovski Džurčeni, nekateri pomešani s kitajskim prebivalstvom, so živeli ob reki Mudan, gorovju Čangbaj in na polotoku Liaodong. Oblačili so se podobno kot Kitajci in se ukvarjali z lovom in ribolovom, stalnim poljedelstvom ter trgovanjem z biseri in ginsengom.
- Hajšiške Džurčene, poimenovane po reki Hajši, je tvorilo več stalno naseljenih in neodvisnih plemen. Na zahodu so živeli polnomadski pastirji, na vzhodu pa stalno naseljeni poljedelci. Bili so pod velikim vplivom Mongolov.
- Jereni, dobesedno divji ljudje, divjaki ali  barbari, so bili prebivalci redko poseljenega severa Mandžurije onkraj dolin rek Liao in Songhua, ki so se preživljali z lovom, ribolovom, prašičerejo in nekakšnim nomadskim poljedelstvom. Kitajski in korejski avtorji so včasih z Jereni označevali vse Džurčene.

Številni Jerenski Džurčeni, kot so Nivhi, Negidaji, Nanaji, Oročeni in mnogi Evenki, danes veljajo za različne etnične skupine. 
Džurčeni so znani predvsem po dinastijah Džin (1115–1234) in Čing (1616/1636–1912), ki so jih ustanovili na kitajskem ozemlju. Dinastijo Čing, prvotno znano kot Kasnejši Džin, je ustanovil poveljnik Džjangdžova Nurhaci (vladal 1616–1626), ki je združil večino plemen Džurčenov in celotno prebivalstvo vključil v dedne vojaške polke, znane kot Osem praporov. Med njegovo vladavino se je na osnovi mongolske pisave izoblikovala džurčenska abeceda. Izraz Manču (Mandžur), ki so ga v Kasnejšem Džinu takrat že uradno uporabljali, je bil leta 1635 razglašen za edino sprejemljivo ime za to ljudstvo. 
Korejski odposlanec Sin Čung Il je leta 1595 obiskal Džurčene, ki so živeli severozahodno od reke Jalu, in ugotovil, da so bili med njegovim obiskom v Fe Ali vsi, ki so služili Nurhaciju, oblečeni enako in imeli enake pričeske. Vsi so imeli obrit prednji del lasišča in preostale lase spletene v dolgo kito. Vsi moški so nosili usnjene škornje, hlače in tunike.

## Zgodovina

### Izvor

#### Mohejski izvor
Ko so bili Džurčeni  leta 748 prvič omenjeni v kitajskih virih, so naseljevali gozdove in rečne doline, ki so  zdaj razdeljeni med kitajsko provinco Hejlongdžjang in ruski Primorski kraj. V starejših kitajskih zapisih je bilo to območje omenjeno kot domovina Sušenov (okoli leta 1100 pr. n. št.), Jiloujev (okoli leta 200 n. št.), Vudžijev (okoli leta 500) in Mohejev (okoli leta 700). Učenjaki iz obdobja dinastija Čing so sledili izvoru Džurčenov do "vanjenskega plemena  Moho" okoli gore Šjaobaj ali Hejšujev. Nekateri viri so poudarjali kontinuiteto med temi ljudstvi in Džurčeni, ki je še vedno samo domnevna.
Tunguško pleme Mohe, domnevni prednik Džurčenov, je bilo naseljeno v večetničnem kraljestvu Balhae. Moheji so radi jedli svinjino, se veliko ukvarjali s prašičerejo in bili večinoma stalno naseljeni. Za izdelavo plaščev so uporabljali prašičje ali pasje kože. Bili so pretežno kmetje in so poleg lova gojili sojo, pšenico, proso in riž.  Kot vsi Tunguzi so tudi  Moheji prakticirali suženjstvo. V regiji, ki so jo naselili do 10. stoletja med vladavino Kitanov, so bili konji redki. Moheji so jezdili severne jelene.

#### Vanjansko poreklo
Pred obdobjem vanjanskega poglavarja Vugunaja (1021-1074), ko so se začeli združevati v državi podobno zvezo, ni o Džurčenih nobenih datiranih dokazov. Po ustnem izročilu je bil Vugunaj šesta generacija potomcev ustanovitelja klana Vanjan, ki je torej moral živeti okoli leta 900. Hanpu je izviral iz plemena Hejšui Mohe iz kraljestva Balhae. Po Zgodovini Džina je bil njegov prihod  v pleme Vanjan nekakšno poplačilo in odškodnina za umor. Imel je dva brata. Eden od njiju je ostal v Gorjeju, drugi pa v kraljestvu Balhae. Ob prihodu je bil star že okoli šestdeset let in sprejet kot "moder mož". Brez nasilja mu je uspelo rešiti spor med dvema družinama in bil za nagrado poročen z nevesto, staro prav tako šestdeset let. Zakon je bil blagoslovljen z darovanjem temnega vola, cenjenega v kulturi Džurčenov. V njunem zakonu so bili rojeni hči in trije sinovi. Hanpu je s poroko postal poglavar Vanjanov, njegovi potomci pa uradni člani klana Vanjan.
Herbert Franke meni, da je bil Hanpu legendarna oseba, njegov prihod v klan Vanjan, opisan v Zgodovini Džina, pa del "plemenske legende". Brata, ki sta ostala v Gorjeju in kraljestvu Balhae, lahko predstavljata vezi prednikov klana s tema dvema narodoma, medtem ko Hanpujeva poroka lahko predstavlja preobrazbo plemena iz matrilinearne v patrilinearno družbo.

#### Činško poreklo
Hong Tajdži, cesar dinastije Čing iz klana Ajsin Gjoro, je trdil, da je bil njihov prednik Bukuri Jongšon spočet iz device. Po legendi so se tri nebeške deklice,  Engulen,  Džengulen in Fekulen,  kopale v jezeru Bulhuri Omo blizu gorovja Čangbaj. Sraka je pri Fekulen odvrgla kos rdečega sadeža, ki ga je Fekulen pojedla in nato zanosila z Bukurijem Jongšonom. Starejša različica zgodbe, zapisana leta 1635, trdi, da se je to zgodilo v provinci Hejlongdžjang blizu reke Amur. Device so se kopale v bližnjem jezeru Bulhuri. Vse kaže, da je klan Ajsin Gjoro izviral iz porečja Amurja. Pripovedi se ujemajo z  zgodovino Džurčenov, saj so nekateri predniki Mandžurov izvirali s severa in so se kasneje preselili na jug.

### Vazali dinastije Ljao
V 11. stoletju so Džurčeni postali vazali kitanske dinastije Ljao. Džurčeni v porečju Jaluja so bili od vladavine Vang Geona podložniki Gorjea, vendar so oportunistično prisegali zvestobo zdaj Ljau zdaj Gorjeu. Menjava vladarjev je bila včasih politična nuja, včasih pa želja po materialnih koristih.
Leta 1019 so džurčenski pirati napadli Japonsko, da bi lovili sužnje. Moške so pobili, ženske pa odpeljali v ujetništvo. Japonskega guvernerja Notado so ubili in s seboj odpeljali 1.280 ujetnikov. Korejci so z osmih ladij vrnili 259 ali 270 ujetnikov.
Eden od vzrokov za upor Džurčenov in padec dinastije Ljao je bil običaj, da so kitanski odposlanci začeli posiljevati poročene Džurčenke in dekleta z visoke družbe. Seksanja z neporočenimi dekleti pri Kitanih in Džurčenih ni bilo problematično, saj so gostom razen hrane in prenočišča pogosto prepuščali tudi svoja dekleta in celo svoje žene. V nižjih družbenih slojih običaj ni bil problematičen in ni bil nobena ovira za kasnejšo poroko v takšne odnose vpletenih deklet. Težave so se začele, ko so odposlanci zase zahtevali žene aristokratov, kar kaže, da so imeli v višjih slojih samo možje pravico do svoje poročene žene. 

### Vojna z Gorjeom
Džurčeni v porečju Jaluja so bili od začetka 10. stoletja podložniki Gorjea in nato tri stoletja vojaški obvezniki. Pomembna je bila zlasti njihova konjenica, sicer pa so večkrat zamenjali svojega suverena. Dinastiji Ljao in Gorjeo sta namreč tekmovali, kdo bo pridobil zvestobo džurčenskih naseljencev, ki so obvladovali velik del mejnega ozemlja med državama. Ti Džurčeni so plačevali davek,  vendar so hkrati pričakovali, da bodo za usluge bogato nagrajeni. Pogosto, nekajkrat tudi dokazano,  so sami napadali Gorjeo. Prebivalcem Gorjea je bilo prepovedano trgovati z njimi.
Odnosi med Džurčeni in Gorejom so se začeli spreminjati med vladavino džurčenskega poglavarja Vujašuja (vladal 1103–1113) iz klana Vanjan, ki je odrekel zvestobo Gorjeu in s to potezo poenotil Džurčene. Konflikt med obema silama je privedel do umika Gorjea z ozemlja Džurčenov in priznanja oblasti Džurčenov nad sporno regijo.
Ko so se geopolitične razmere spremenile, je Gorjeo v začetku 12. stoletja sprožil vrsto vojaških akcij, da bi ponovno prevzel nadzor nad svojimi obmejnimi ozemlji. Z vzponom klana Vanjan se je kakovost Gorjeove vojske poslabšala. Sestavljena je bila večinoma iz pehote, ki je bila v spopadih z džurčensko konjenico običajno poražena. Leta 1104 je Gorjeo proti njim poslal generala Lim Gana. Tudi njegova neizurjena vojska je bila poražena in Džurčeni so zasedli grad Čongdžu. Lim Gan je bil odpuščen in nato ponovno sprejet in leta 1112 umrl kot državni uradnik. Vojaške zadeve Gorjea je prevzel Jun Gvan, ki je zaradi neugodnih razmer z Džurčeni sklenil mir.
Jun Gvan je bil prepričan, da so porazi posledica šibke gorjejske konjenice. Kralju je predlagal ustanovitev elitne enote, znane kot Bjeolmuban (Vojska za posebno bojevanje), ki je bila ločena od redne vojske. Sestavljena je bila iz konjenice, pehote in Hangmaguna (Podrejeni demonski korpus).  Decembra 1107 sta se Jun Gvan in O Jončon s 170.000 vojaki odpravila na pohod proti Džurčenom. Vojska jih je premagala, na obmejnem ozemlju zgradila devet trdnjav in postavila spomenik, ki je označil mejo. Zaradi nenehnih napadov Džurčenov, diplomatskih posegov in dvornih spletk je bilo devet trdnjav predanih Džurčenom. V ozadju je bi verjetno tudi dogovor, da bodo Džurčeni prenehali z napadi. Po Breukerjevem mnenju je bil mir sklenjen zato, ker Gorjeo sploh nikoli ni imel zaresnega nadzora nad regijo z devetimi trdnjavami, dolgotrajna vojna z vojaško superiornimi džurčenskimi enotami pa bi bila zelo draga.
Vujašujev mlajši brat Aguda je leta 1115 ustanovil dinastijo Džin, ki se je obdržala do leta 1234.  Ob njeni ustanovitvi so Džurčeni Gurjeo imeli za svojo "matično državo", ker so bili z njo tradicionalno politično, kulturno in idejno povezani. Džin je verjel tudi to, da ima skupne prednike z ljudstvom Balhae iz dinastije Ljao. Ko je Džin leta 1125 osvojil dinastijo Ljao in leta 1127 zavzel prestolnico Song Kajfeng, je začel pritiskati na Gorjeo in zahteval, da postane njegov podložnik. Ji Ča Gjom, ki je bil takrat na oblasti, je kljub protestom ocenil, da miroljubni odnosi z Džinom koristijo njegovi politični moči in je sprejel zahteve Džina. Leta 1126 je razglasil Gorjeo za vazala dinastije Džin. Znotraj Gorjea je kralj obdržal položaj "Sina nebes". Z vključevanjem zgodovine Džurčenov v zgodovino Gorjea in poudarjanjem cesarjev Džina kot bastardnih potomcev Gorjea  je uvedba suverenosti Džina postala za Gorjeo bolj sprejemljiva.

### Dinastija Džin
Aguda, poglavar plemena Vanjan, je leta 1115 združil več džurčenskih plemen in se razglasil za cesarja. Leta 1120 je zavzel Šangdžing, severno prestolnico dinastije Ljao. Med vojnami med dinastijama Džin in Song so Džureni vdrli v dinastijo Severni Song in zavzeli večino severne Kitajske. Sprva  so ustvarili marionetna režima Da Či in Da Ču, kasneje pa so sprejeli dinastično ime in postali znani kot dinastija Džin, kar pomeni zlato. Tega Džina se ne sme zamenjavati s prejšnjimi dinastijami Džin, poimenovanimi po regiji v bližini Šanšija. Džurčeni, ki so se naselili v mestnih okoljih, so se sčasoma pomešali z drugimi etničnimi skupinami, vladarji Džina pa so začeli slediti konfucijanskim etičnim normam. Dinastija Džin je leta 1127 zavzela Bjandžing, prestolnico dinastije Severni Song. Njihove vojske so potisnile Songe na jug do reke Jangce in se nato naselile na meji z dinastijo Južni Song ob reki Huaj. 
Revne džurčenske družine v pokrajinah Daming in Šandong, živeče na gospodarstvih v posesti vojske, so poskušale živeti v slogu premožnih džurčenskih družin in se izogibati opravljanju kmetijskih del tako, da so svoje hčere prodajale v suženjstvo in dajale svojo zemljo v najem Hanom.  Bogati Džurčeni so se gostili in popivali in se oblačili v damast in svilo. Zgodovina Džina (Džinši) pravi, da je cesar Šidzong leta 1181 to opazil in poskušal preprečiti.
Po letu 1189 se je dinastija Džin vse bolj zapletala v spopade z Mongoli. Do leta 1215 je izgubila veliko svojega ozemlja in svojo prestolnico preselila iz Džongduja na jug v Kajfeng. Obleganje Džongduja so začasno prekinili s poroko džurčenske princese Čiguo z Džingiskanom. Po obleganju, ki je trajalo približno leto dni, je v roke Mongolov leta 1233 padel tudi Kajfeng. Cesar Ajdzong je pobegnil v Cajdžov, vendar je tudi Cajdžov leta 1234 padel v roke Mongolov, kar je pomenilo konec dinastije Džin.

### Dinastija Ming
Kitajski kronisti iz dinastije Ming so razlikovali tri skupine Džurčenov: Divje Džurčene (yěrén Nǚzhēn) v kasnejši Zunanji Mandžuriji, Hajšiške Džurčene v sodobni provinci Hejlongdžjang in Džjandžovske Džurčene v sodobni provinci Džilin. Vsi so bili pastirji in lovci in do neke mere poljedelci.   
Nadzor nad Džurčeni je bila stalen predmet spora med korejsko dinastijo Joseon in zgodnjim Mingom. 
Cesar Jongle (vladal 1402–1424) je med različnimi džurčenskimi  plemeni našel zaveznike proti Mongolom. Njihovim poglavarjem je podelil zveneče naslove in pričakoval, da ga bodo občasno obdarili. Ena od cesarjevih soprog je bila džurčenska princesa, zato so bili džurčenskega porekla tudi nekateri evnuhi v njegovi službi. 
V džurčenskih plemenih z lastnimi vojaškimi enotami so bila ustanovljena kitajska vojaška poveljstva pod lastnimi dednimi plemenskimi voditelji. V Jonglejevem obdobju je bilo v Mandžuriji ustanovljenih 178 poveljstev. Na severni meji so bile kasneje ustanovljene konjske tržnice.  Povečan stik s Kitajci je Džurčenom prinesel bolj zapletene in dovršene organizacijske strukture. 
Vzroki za korejske vojne z Džurčeni so bile predvsem materialne koristi. Joseonski dvor je poskušal pomiriti Džurčene s podeljevanjem naslovov in diplom in trgovanjem in jih poskušal vključiti v korejsko kulturo s poročanjem Korejk z Džurčeni. Ukrepi so bili neuspešni in spopadi so se nadaljevali. Takšni odnosi med Korejci in Džurčeni so se končali, ko je dinastija Ming Džurčene uporabila kot zaščito proti Korejcem  na svoji  severni meji. Džurčeni so izrabili stanje v svojo korist in se izmenično priklanjali zdaj enim zdaj drugim. 
Leta 1409 je vlada dinastije  Ming ustanovila poveljniško mesto Nurgan v Telinu v današnji ruski Sibiriji. Nurgan je stal približno 100 km gorvodno od Nikolajevska na Amurju na ruskem Daljnem vzhodu. Džurčeni so prišli pod nominalno upravo Nurganskega poveljstva, ki je trajalo le 25 let in je bilo leta 1434 ukinjeno.   
Od leta 1411 do 1433 je evnuh  dinastije Ming Jišiha, po poreklu Hajšiški Džurčen, vodil deset velikih misij, da bi pridobil zvestobo džurčenskih  plemen ob rekah Songhua in Amur. Njegova rečna flota je imela bazo v poveljstvu Nurgan v Telinu blizu izliva reke Amur. V Zgodovini Minga misije niso podrobno opisane, vendar obstajata dve kamniti steli, ki ju je postavil Jišiha v templju Jongning in templju Guanjin v Telinu. Besedila na njih so napisana v štirih jezikih: kitajščini, džurčenščini,  mongolščini in tibetanščini. V opisih je verjetno precej propagande, vendar podrobno opisujejo prizadevanja dvora Minga, da bi vzpostavil suverenost nad Džurčeni. Tempelj Jongning in stelo je postavil Jišiha med svojom tretjim obiskom leta 1413. Svoj deseti obisk Nurgana je opravil leta 1432, obnovil tempelj Jongning in pred njim ponovno postavil stelo. Stelo je naslovil  "Zapis o ponovni izgradnji templja Jongning".  
V devetem letu cesarja Minga Šuandeja  so Džurčeni v Mandžuriji pod vladavino Minga trpeli zaradi lakote. Svoje hčere  so morali prodati v suženjstvo in se preseliti v Liaodong, da bi vlado Minga prosili za pomoč in olajšave.

### Ustanovitev Mandžurije
V obdobju 30 let od leta 1586 je Nurhaci, poglavar Džjendžovskih Džurčenov, združil džurčenska plemena. Leta 1635 je njegov sin in naslednik Hong Tajdži svoje Džurčene preimenoval v Mandžure kot jasen odmik od njihove preteklosti kitajskih vazalov. V času dinastije Ming so Korejci iz Joseona ozemlja severno od Korejskega polotoka nad rekama Jalu in Tumen, naseljena z Džurčeni, šteli za del dinastije Ming. Dinastija Čing je pri sestavljanju svoje Zgodovine Minga zavestno izpustila vse podatke, ki so kazali na podrejenost Džurčenov dinastiji Ming. Njena različica Zgodovine Džurčenov v dinastiji Ming zato ni na seznamu verodostojnih  Zgodovin Minga. Cesar Jongdženg je poskušal na novo napisati zgodovino in v njej celo trdil, da hiša  Aisin Gioro nikoli ni bila podložnik kitajskih dinastij in cesarstev.
V času dinastije Čing sta bili objavljeni dve izvirni izdaji knjig Čing Tajdzu Vu Huangdi Šilu in Mandžov Šilu Tu (Tajdzu Šilu Tu), ki sta bili shranjeni v dvorni palači in prepovedani javnosti, ker sta dokazovali, da je mandžurski hiši Aisin Gioro vladala dinastija Ming.
Hong Tajdži je o preimenovanju svojega ljudstva zapisal: 
Naš gurun (pleme, država) se je prvotno imenoval  Mandžu, Hada, Ula, Jehe in Hojfa. Nekdanji nevedneži so nas pogosto imenovali Džušen. Izraz Džušen se nanaša na barbare Coo Mergen iz Sibe  in nima nobene zveze z našim gurunom. Za naš gurun se bo uvedlo ime Mandžu. Njegova vladavina bo dolga in se bo prenašala skozi mnoge generacije. Odslej naj ljudje naš gurun imenujejo po njegovem izvirnem imenu Mandžu in ne uporabljajo prejšnjega ponižujočega imena.
— Hong Tajdži

## Kultura
Kultura Džurčenov je imela veliko podobnosti s kulturami lovcev-nabiralcev iz sibirsko-mandžurske tundre in obalnih ljudstev. Tako kot Kitani in Mongoli so bili tudi Džurčeni ponosni na svoje podvige,  jahanje, lokostrelstvo in lov. Svoje voditelje so naslavljali s kan, tako kot Mongoli. Posebno močne poglavarje so imenovali beile (knez, plemič), kar je ustrezalo mongolskim bekom in turškim begom. Tako kot Mongoli in Turki niso upoštevali prvorojenstva. Za voditelja je bil po tradiciji lahko izbran vsak sposoben sin ali nečak. 
Za razliko od Mongolov so bili Džurčeni stalno naseljena agrarna družba. Pridelovali so predvsem žito in lan in redili govedo, prašiče, ovce in konje. Manjši del Džurčenov je živel polnomadsko življenje. 
Nurhaci je zaradi politične oportunosti do različnih stopenj poudarjal podobnosti in razlike med Džurčeni in Mongoli.   Mongolom nekoč rekel, da je res, da je oblačenje in način življenja Kitajcev in Korejcev enak, vendar imata naroda različna jezika. Enako je z Mongoli in Džurčeni. Oboji se oblačijo enako in živijo podobno, vendar govorijo različna jezika.
Med dinastijo Ming so Džurčeni živeli v podklanih (mukun ali hala mukun) starodavnih klanov (hala). Vsi člani klana niso bili v krvnem sorodstvu, delitev in povezovanje različnih klanov pa je bilo običajno. Džurčenska gospodinjstva (boo) so živela kot družine (booigon) s petimi do sedmimi družinskimi člani v krvnem sorodstvu in številnimi sužnji. Gospodinjstva so oblikovala čete (tatan), ki so se ukvarjale z dejavnostmi, povezanimi z lovom in nabiranjem hrane. Za velike dejavnosti, kot je vojna, so se organizirale v večje enote (niru).

### Haiši, Džjandžovi, Jereni
Džurčeni Haiši so bili polkmetje. Džjandžovi in Maoli so bili stalno naseljeni, medtem ko so se "divji" Džurčeni ukvarjali z lovom in ribolovom. Stalno naseljeni Džjandžovi so se ukvarjali z lovom, lokostrelstvom, konjeništvom, živinorejo in poljedelstvom. Kmetje severno od Šenjanga so prakticirali požigalništvo.

### Bjandzi
Leta 1126 so Džurčeni ukazali moškim Hanom na svojih osvojenih ozemljih, da sprejmejo džurčensko pričesko z obritim sprednjim delom glave in džurčenski način oblačenja. Ukaz je bil kasneje preklican. Džurčensko kito so posnemali hanski uporniki, da bi vzbujali strah med prebivalci.  V času dinastije Čing so Mandžuri, ki so izhajali iz Džurčenov, ponovno prisilili moške Hane, da brijejo sprednji del glave in preostale lase spletajo v kito (bjandzi).

### Psi
Džurčeni v času dinastije Ming so v nasprotju s svojimi predniki Moheji začeli spoštovati pse in to prenesli na svoje naslednike Mandžure. V kulturi Džurčenov je bilo prepovedano uporabljati pasjo kožo in poškodovati, ubiti ali jesti pse. Džurčeni so šteli za največje zlo to, da Korejci vse to počnejo.

### Spolnost in poroka
Spolnost pred poroko je bila v nižjih slojih džurčenske družbe očitno sprejemljiva. Gostujoča prostitucija - zagotavljanje spolnosti obiskovalcem - ni bila ovira za kasnejšo poroko deklet. Džurčeni so dovoljevali tudi poroko s tastom, kar je v kitajski družbi veljalo za tabu. Ugrabljanje nevest je bilo pogosto.

### Pogrebni običaji
Do nedavnega ni bilo jasno, kakšni so bili džurčenski pogrebni običaji. Julija 2012 so ruski arheologi v Primorskem kraju odkrili džurčensko grobišče s petnajstimi grobovi iz 12. ali 13. stoletja. Na sredini grobišča je bil grob poglavarja in koli njega štirinajst grobov služabnikov. V vseh grobovih so bile žare s pepelom pokojnega, kar je znanstvenike spodbudilo k sklepu, da so Džurčeni trupla pokojnih kremirali. V grobu poglavarja je bil tul s puščicami in upognjen meč. Arheologi domnevajo, da je bil meč upognjen namenoma, kar je simbolično pomenilo, da ga lastnik v zemeljskem življenju ne bo več potreboval. Raziskovalci načrtujejo raziskavo, da bi ugotovili, ali gre za osamljeno grobišče ali del večjega grobišča.

### Kmetijstvo
Severni "divji" Džurčeni so bili polnomadi, drugi pa so bili  kmetje, ki so poleg tega nabirali živila,  lovili in nastavljali pasti. Nabirali so korenine ginsenga, pinjole, lovili divjad v gorah in gozdovih, redili konje ter gojili proso in pšenico. Ukvarjali so se tudi s plesom in rokoborbo in pili močne alkoholne pijače, kot je sredi mrzle zime opazil Korejec Sin Čung Il.  Džurčeni, ki so živeli v surovem hladnem podnebju na severovzhodu, so svoje hiše iz opeke in lesa včasih napol vkopali v zemljo. Vasi so utrdili s pletenimi zidovi ali zidovi iz blata na kamnitih temeljih. Vaškim skupnostim so vladali dedni  beileji.  Klani so se med seboj vojskovali.
Tako so živeli Džurčeni, ki so ustanovili dinastijo Čing in njihovi predniki. Med njimi in Mogoli so živeli priseljenci iz kitajske province Liaodong in Koreje, ki so živeli bolj svetovljansko. 
Nurhaci, vodja hiše Aisin Gioro, je reorganiziral in združil različna džurčenska plemena, vzpostavil vojaški sistem Osmih praporov in sčasoma začel napadati dinastiji Ming in Joseon. V vojski so bili ob Džurčenih tudi Mongoli in Hani. Njegovi Džurčeni so govorili tako svoj materni tunguški jezik kot kitajsko in prevzeli mongolsko pisavo, za razliko od Džurčenov v dinastiji Džin, ki so uporabljali kitansko pisavo. Sprejeli so konfucijanske vrednote, a obdržali svoje šamanistične obrede.

## Religija
Džurčeni so izvajali šamanske obrede in verjeli v najvišjo boginjo neba abka hehe (dobesedno nebesna ženska). Džurčeni iz dinastije Džin so prakticirali budizem, ki je postal prevladujoča vera Džurčenov, in daoizem.  Pod konfucijanskim vplivom med dinastijo Čing se je žensko božanstvo neba spremenilo v moškega očeta neba abka endurija ali abka kana.

## Jezik
Zgodnjo džurčensko pisavo je leta 1120 sestavil Vanjan Šijin po naročilu Vanjana Agude. Temeljila je na kitanski pisavi, ki je bila navdihnjena s kitajskimi pismenkami. Pisani džurčenski jezik je izumrl kmalu po padcu dinastije Džin. Prevajalski urad dinastije Ming je leta 1444 prejel sporočilo Džurčenov, da med njimi nihče več ne razume džurčenske pisave,  zato bi morali biti vsi dopisi napisani v mongolščini.
Do konca 16. stoletja, ko je mandžurščina postala nov knjižni jezik, so Džurčeni uporabljali kombinacijo mongolščine in kitajščine. Pionirsko delo na področju proučevanja džurčenske pisave je konec 19. stoletja opravil Wilhelm Grube.

## Opomba
1. ↑  V preteklosti so sinologi, na primer Jean-Pierre Abel-Rémusat,[1] Fan Dzuoguai in Han Feimu, trdili, da se Džurčeni in druga tunguška ljudstva potomci Donghujev.[2] Njuno trditev sta kritizirala etnografinja Lidija Viktorova in sinolog-jezikoslovec  Edwin G. Pulleyblank, ker je temeljila samo na fonetski podobnosti izraza Tunguz in sodobne  mandarinske  izgovarjave Dōnghú, Tung-hu.[1][3]